# Демультиплексор

Демультиплексор 1-4 на базі дешифратора D1 та логічних елементів 2І D2…D5 (без входу дозволу); a - схема; б - умовне позначення

Демультиплексор відноситься до пристроїв комутування цифрової інформації. Він здійснює комутацію одного інформаційного входу до одного з декількох виходів, адреса якого задана. Демультиплексор має один інформаційний вхід, декілька виходів та адресні входи.
Таким чином, на приймальному кінці мультиплексованої магістралі потрібно виконати зворотну операцію  - демультиплексування. Демультиплексор можна реалізувати на дешифраторі з n-входами, в якому вхід дозволу E використовується як інформаційний. Якщо для побудови схеми демультиплексора використати дешифратор без входу дозволу E, то необхідно мати m двовхідних логічних елементів 2І.

Входи дешифратора a1, а2 є адресними. Тому в залежності від адресного числа лише на одному з виходів дешифратора з'являється логічна одиниця, яка дає дозвіл до спрацювання лише одного з чотирьох кон'юкторів D2…D5. На другі входи кожного кон'юктора надходить шина сигналу x.
Вхідна інформація відтворюється на виході одного з чотирьох логічних елементів D2…D5, який одержав дозвіл по другому адресному входу.
Можна виконати синхронний демультиплексор, якщо використовувати три-входові логічні елементи 3І і на третій вхід подати синхросигнал або сигнал дозволу від зовнішнього джерела.
Функціонування демультиплексора 1-4 відбивається таблицею істинності.
| Адресні входи | Адресні входи | Виходи | Виходи  | Виходи  | Виходи |
| ------------- | ------------- | ------ | ------- | ------- | ------ |
| а1            | а2            | y0     | y1      | y2      | y3     |
| 0 0 1 1       | 0 1 0 1       | x 0 0  | 0 x 0 0 | 0 0 x 0 | 0 0 x  |